# Мацури
Мацури (яп. 祭り) — религиозный ритуал или праздник в японской религии синто. Изредка проводятся также буддистскими храмами. Со временем многие подобные праздники утратили религиозный смысл, сохранив лишь карнавальные черты.

## Этимология
Религиовед Сонода Минору считает, что термин «мацури» происходит от глагола «мацурау» — «служить с почтением», или от глагола «мацу» — «ждать», данном случае — ожидать божество. Другие исследователи обращают внимание на такие значения глагола «мацурау», как «находиться с», «развлекать». Другие подобные глаголы, от которых мог произойти термин — «матинодзому», «матикогарэру» (ожидать с надеждой, нетерпением). Также «мацурау» может значить «смиряться с мощью ками», «подчиняться божеству».

## Структура мацури
В основе мацури лежат ритуалы, символизирующие связь человека с божеством. Как правило, ритуалы проводятся каннуси (жрецом) в святилище, за чем следует менее формальная праздничная часть. Как правило, она включает в себя торжественное шествие с паланкином микоси, в котором временно пребывает божество. Другим центральным атрибутом мацури является ритуальная трапеза.
Согласно английскому исследователю Тёрнеру, мацури противопоставляются обычному порядку. Кроме того, в самом мацури сочетаются обрядовая торжественность и безудержное всеобщее веселье.
Обычно мацури состоят из трёх частей. После ритуального очищения участников происходит приглашение и встреча ками. Вторая часть состоит из общения с божеством посредством приношений, ритуальной трапезы, совместных процессий, песен или молитв. Мацури заканчивается проводами божества — ками-окури. Мацури позволяет божеству восполнить свою силу, а людям — приобщиться к ней.
Праздник сопровождается сильными возгласами. Считается, что шум веселит богов ками.

## Организация
Организация мацури не изменилась с давних времён — они до сих пор устраиваются сельскими и городскими общинами при поддержке местной власти.
Многими исследователями отмечается групповой характер мацури, общинность, проявляющаяся как во время самого праздника, так и в течение подготовки к нему.

## Классификация
Не существует согласованного календаря для всех мацури страны, поскольку верования японцев имеют сильную территориальную дифференциацию и не могут быть унифицированы. По разным подсчётам, в Японии от 100 до 300 тысяч мацури. Одна из возможных классификаций мацури — сезонная. Для весенних праздников, времени посевных работ характерны моления об урожае; для летних — избавление от тайфунов и вредителей, а также поминание умерших (праздник О-Бон); осенью, после сбора урожая благодарят богов за плоды земли; среди зимних праздников множество служит для развлечения в холодное время года, кульминацией зимних праздников является Новый год, когда празднуют обновление природного цикла и встречают новое солнце.
Тремя крупнейшими мацури в Японии являются Гион-мацури в Киото, Канда-мацури в Токио и Тэндзин-мацури в Осаке.